# La Rana
La Rana är en ort i Mexiko.   Den ligger i kommunen Arandas och delstaten Jalisco, i den centrala delen av landet, 400 km väster om huvudstaden Mexico City. La Rana ligger 2 057 meter över havet och antalet invånare är 114.
Terrängen runt La Rana är platt västerut, men österut är den kuperad. Runt La Rana är det ganska tätbefolkat, med 72 invånare per kvadratkilometer. Närmaste större samhälle är Arandas, 14,2 km sydost om La Rana. I omgivningarna runt La Rana växer huvudsakligen savannskog.